# Drapetis ukhalo
Drapetis ukhalo är en tvåvingeart som beskrevs av Smith 1965. Drapetis ukhalo ingår i släktet Drapetis och familjen puckeldansflugor.
Artens utbredningsområde är Nepal. Inga underarter finns listade i Catalogue of Life.